# Boncheleh
Boncheleh (persiska: بنچله) är en ort i Iran.   Den ligger i provinsen Kermanshah, i den nordvästra delen av landet, 500 km väster om huvudstaden Teheran. Boncheleh ligger 1 573 meter över havet och antalet invånare är 570.
Terrängen runt Boncheleh är varierad. Runt Boncheleh är det ganska glesbefolkat, med 34 invånare per kvadratkilometer. Närmaste större samhälle är Javānrūd, 6,3 km väster om Boncheleh. Trakten runt Boncheleh består i huvudsak av gräsmarker.